# Magali Biff
Magali Biff (São Paulo, 23 de outubro de 1955) é uma atriz brasileira.

## Carreira
Começou a carreira no teatro em 1983. Participou das peças de Felipe Hirsch, A Tragédia e a Comédia Latino-Americana. Na comédia interpretou o Dupla e Única Mulher de Pablo Palacio. Esteve no elenco do filme Deserto de Guilherme Weber. Estreia na direção da peça Nos Países de Nomes Impronunciáveis inspirada no livro de Paula Autran, produzida e atuada por Maria Stella Tobar.
Seu papel de maior destaque na televisão foi em 1997, como as irmãs gêmeas Ernestina e Matilde na novela infanto-juvenil Chiquititas, produzida pela Telefe e exibida pelo SBT.

## Filmografia

### Televisão
| Ano     | Título                      | Personagem               | Notas                                             |
| ------- | --------------------------- | ------------------------ | ------------------------------------------------- |
| 1995    | Sangue do Meu Sangue        | Suzana Corrêa            |                                                   |
| 1997–99 | Chiquititas                 | Ernestina Alves          | Temporadas 1–4                                    |
| 1997–99 | Chiquititas                 | Matilde Alves / Martírio | Temporadas 1–4                                    |
| 2001    | Disney CRUJ                 | Agente da TV             | Episódio: "12 de outubro"                         |
| 2002    | Marisol                     | Inezita                  |                                                   |
| 2003    | Agora É que São Elas        | Diretora da escola       | Episódio: "24 de março"                           |
| 2003    | Jamais Te Esquecerei        | Iracema                  |                                                   |
| 2005    | Os Ricos Também Choram      | Otávia                   |                                                   |
| 2006    | Páginas da Vida             | Norma                    | Episódio: "31 de outubro"                         |
| 2007    | Pé na Jaca                  | Diná                     | Episódios: "22–23 de janeiro"                     |
| 2007    | Sete Pecados                | Amiga de Juju            | Episódio: "30 de agosto"                          |
| 2008    | A Favorita                  | Gislaine                 | Episódios: "13–23 de agosto"                      |
| 2008    | Água na Boca                | Narradora                | Episódio: "12 de dezembro"                        |
| 2008–11 | 9mm: São Paulo              | Joana                    |                                                   |
| 2011    | Rebelde                     | Professora               | Episódio: "13 de novembro"                        |
| 2014    | Patrulha Salvadora          | Madame Bichô             | Episódio: "Sequestro de Animais"                  |
| 2018    | Terrores Urbanos            | Sônia                    | Episódio: "O Boneco"                              |
| 2019    | Psi                         | Norma                    | Episódio: "A Bruxa: Parte I"                      |
| 2019    | A Garota da Moto            | Néia                     | Episódio: "A Emboscada" Episódio: "Socorro, Pai!" |
| 2019    | Amor de Mãe                 | Nicete Torres            |                                                   |
| 2020    | Unida Básica                | Irene                    | Episódio: "Irene"                                 |
| 2021    | Onde Está Meu Coração       | Gisele                   |                                                   |
| 2022    | Rota 66                     | Socorro Galdino da Silva |                                                   |
| 2023    | Os Outros                   | Aurora                   |                                                   |
| 2023    | Betinho - No Fio da Navalha | Jumelice Carvalho        | Episódio: "Um Homem de Sorte"                     |
| 2024-25 | A Caverna Encantada         | Wanda Ramos              |                                                   |
| 2024    | Geração Chiquititas         | Ela mesma                |                                                   |

### Cinema
| Ano  | Título                       | Personagem      | Notas          |
| ---- | ---------------------------- | --------------- | -------------- |
| 1993 | Noite Final, Menos 5 Minutos | A Mulher        | Curta-metragem |
| 2004 | O Sequestro                  | Mulher no salão | Curta-metragem |
| 2008 | Bicho                        | Mãe histérica   | Curta-metragem |
| 2013 | Jogo das Decapitações        | Profª. Célia    |                |
| 2017 | Deserto                      | Alma            |                |
| 2017 | Açúcar                       | Branca          |                |
| 2018 | Pela Janela                  | Rosália         |                |
| 2018 | O Menino Pássaro             | Mãe de Clarice  | Curta-metragem |
| 2020 | Sílvio                       | Dinah           | Curta-metragem |
| 2022 | Mar de Dentro                | Senhora         | [ 6 ]          |
| 2022 | A Felicidade das Coisas      | Antônia         | [ 7 ]          |
| 2024 | Enterre Seus Mortos          | Espartacus      |                |
| 2025 | Cyclone                      | Ada             |                |

## Teatro[10]

### Como atriz
- 1982/1984 - Mahagonny Songspiel
- 1982 - Baal
- 1983 - Banque que se Splanck!
- 1986 - Bonitinha, Mas Ordinária
- 1988 - Um Processo
- 1990 - Fim de Jogo
- 1993 - O Império das Meias Verdades
- 1994 - Mistérios Gozozos à Moda de Ópera
- 1994 - K...
- 1997 - Assembleia de Mulheres
- 1999 - Barca dos Mortos - Biuti
- 1999 - Chiquitour - 99 (Chiquititas - O Show) - Bruxa
- 2000 - O Abajur Lilás
- 2005 - Avenida Dropsie
- 2006 - Esperando Godot - Vladimir
- 2007 - Educação Sentimental do Vampiro
- 2008 - Calígula  - Cesônia
- 2009 - Aurora da Minha Vida
- 2013 - Puzzle
- 2015 - A Hora Errada - Dolores
- 2016 - As Luzes do Ocaso
- 2016 - A Comédia Latino-Americana[11]
- 2019 - Fim
- 2023 - Memórias do Caos[12]

### Como diretora
- 2005 - Gota d'Água
- 2018 - Nos Países de Nomes Impronunciáveis

## Prêmios e indicações

### Prêmio Guarani de Cinema Brasileiro
| Ano  | Categoria                       | Nomeação / trabalho | Resultado |
| ---- | ------------------------------- | ------------------- | --------- |
| 2019 | Melhor Atriz em Papel Principal | Pela Janela         | Indicado  |